# 크리스탈리나 게오르기에바
크리스탈리나 이바노바 게오르기에바(불가리아어: Кристалина Иванова Георгиева, 1953년 8월 13일~)는 불가리아의 정치인, 외교관, 대학 교수이다. 2019년부터 국제 통화 기금(IMF)의 총재를 맡고 있다.

## 주요 이력
소피아 대학교 겸임교수 직을 거쳐 토도르 지프코프 불가리아 대통령 시절 말기에 외교인문과학특보비서관 직을 지낸 게오르기에바는 이후 2019년 1월 1일을 기하여 세계은행 제1수석부총재 겸 총재 직무대리 직을 지냈으며 2019년 2월 1일을 기하여 세계은행 총재 직책을 지내고 있다.

### 학력
- 불가리아 국립 세계경제대학교 경제학과 학사
- 불가리아 국립 세계경제대학교 문과학대학원 프랑스어학과 문학석사
- 불가리아 국립 세계경제대학교 문과학대학원 철학박사